# 江月院
江月院（こうげついん）は、明治時代の普化宗廃止まで福岡県柳川市上町にあった普化宗金先派寺院。普化宗金先派を宗旨としていた時代の一月寺の末寺で普化宗金先派の九州触頭。
江月院は院号。山号は大間山、寺号は観音寺だが、院号の江月院が一般的。

## 歴史
三池氏により創建され、当初は三池郡大間村（現在の大牟田市三池）にあって却月院と称す。
天和3年（1683年）に柳川城下脇通町（現在の柳川市上町）に移転して、江月院と改名。普化宗廃止により廃寺となる。